# Vicente Guerrero, Tierra Blanca
Vicente Guerrero är en ort i Mexiko.   Den ligger i kommunen Tierra Blanca och delstaten Veracruz, i den sydöstra delen av landet, 280 km öster om huvudstaden Mexico City. Vicente Guerrero ligger 174 meter över havet och antalet invånare är 220.
Terrängen runt Vicente Guerrero är huvudsakligen platt, men söderut är den kuperad. Terrängen runt Vicente Guerrero sluttar österut. Runt Vicente Guerrero är det ganska tätbefolkat, med 70 invånare per kvadratkilometer. Närmaste större samhälle är Cosolapa, 14,0 km väster om Vicente Guerrero. Trakten runt Vicente Guerrero består till största delen av jordbruksmark.